# Regno Unito di Israele
Il Regno Unito di Israele è l'entità politica che, secondo il racconto biblico, fu il regno unito degli Israeliti formatosi attorno al 1030 a.C. negli attuali Israele, Cisgiordania (Palestina) e Giordania, abitato prevalentemente da Ebrei.
L'ultimo dei suoi sovrani fu il re Salomone, attorno al 933 a.C.: le tribù del nord contestarono l'autorità di Roboamo, successore di Salomone, e si organizzarono nel Regno d'Israele, retto da Geroboamo, mentre quelle del sud costituirono il Regno di Giuda, governato dalla dinastia davidica.
Di questo regno, gli archeologi non hanno mai trovato alcuna testimonianza. Ad oggi, non è possibile dimostrare che il Regno Unito di Israele sia mai esistito. Per il momento rimane solamente una storia biblica.

## Sovrani e cronologia biblica
Vi furono quattro sovrani della Monarchia Unita:
- Saul, della tribù di Beniamino;
- Is-Bàal, uno dei figli di Saul;
- Davide, genero di Saul avendone sposato la figlia Micol, della tribù di Giuda;
- Salomone, figlio di Davide e di Betsabea.

Fu il re Davide a conferire a Gerusalemme il rango di capitale nazionale d'Israele. Prima di allora era stata Hebron la capitale del Giuda di Davide e Mahanaim quella dell'Israele di Ishbaal e ancor prima lo fu Gibeah durante il regno del re Saul. La prima parte della Bibbia indica che Shiloh era stata vista come capitale nazionale: da un punto di vista archeologico ciò è considerato plausibile, almeno per quanto riguarda la capitale religiosa. Per questo periodo la maggior parte degli storici segue o la vecchia cronologia stabilita da William F. Albright o Edwin R. Thiele, o quella nuova di Gershon Galil. La cronologia di Thiele corrisponde in generale a quella di Galil con la differenza di al massimo un anno.
| Date secondo Albright-Thiele | Date secondo Galil | Nomi comuni/biblici  | Nome regale e stile                                          | Note |
| ---------------------------- | ------------------ | -------------------- | ------------------------------------------------------------ | --- |
| Casa di Saul                 |                    |                      |                                                              | |
| ca.1021–1000                 | ca.1030–1010       | Saul                 | שאול בן-קיש מלך ישראל Shaul ben Qysh, Melech Ysra'el         | ucciso in battaglia                                                                                                |
| ca.1000                      | ca.1010–1008       | Ishbaal (Ish-boseth) | איש-בשת בן-שאול מלך ישראל Ishba'al ben Shaul, Melech Ysra'el | assassinato |
| Casa di Davide               |                    |                      |                                                              | |
| ca.1000–962                  | ca.1008–970        | Davide               | דוד בן-ישי מלך ישראל David ben Yishai, Melech Ysra'el        | genero di Saul, cognato di Ish-boseth                                                                              |
| ca.anni 960–ca.922           | ca.970–931         | Salomone             | שלמה בן-דוד מלך ישראל Shelomoh ben David, Melech Ysra'el     | figlio di Davide e Betsabea, il suo diritto alla successione gli fu contestato dal fratellastro più anziano Adonia |

## Storia
Secondo la Bibbia, la Monarchia Unita si formò quando ci fu un'ampia espressione popolare in favore della sua introduzione al fine di governare sulle precedenti confederazioni tribali israelite.
Aumentando la pressione da parte dei Filistei e di altre tribù confinanti, dice la Bibbia che ciò costrinse gli Israeliti a unirsi in uno stato più unitario. La Bibbia trattava la nozione di regalità a quel tempo, cioè con il potere concentrato in un solo uomo, come un anatema, essendo riservato a Dio lo status di essere cui erano dovuti reverenza e potere.

### Guerra civile
Regno di Giuda
     Regno di Israele
     Città-stato filistee
     Stati fenici
     Regno di Ammon
     Regno di Edom
     Regno di Aram-Damasco
     Tribù aramaiche
     Tribù Arubu
     Tribù Nabatu
     Impero assiro
     Regno di Moab

Carta del Levante circa 830 a.C.
Regno di Giuda
Regno di Israele
Città-stato filistee
Stati fenici
Regno di Ammon
Regno di Edom
Regno di Aram-Damasco
Tribù aramaiche
Tribù Arubu
Tribù Nabatu
Impero assiro
Regno di Moab

Secondo il I libro di Samuele, a causa della disobbedienza a Dio, il dominio di Saul fu ridotto e il suo regno passò a un'altra dinastia. Sempre secondo il I libro di Samuele, il regno di Saul sarebbe durato vent'anni. Il testo masoretico afferma che Saul regnò per soli due anni sebbene alcuni manoscritti antichi parlino di quarantadue anni (Il Nuovo Testamento gli attribuisce quarant'anni di regno). Secondo la Bibbia Saul sarebbe morto combattendo contro i Filistei.
Davide e Saul erano già inizialmente divenuti nemici, almeno dal punto di vista di Saul, sebbene le fonti dicano che Gionata, figlio di Saul e Michail, figlia di Saul, abbiano aiutato Davide a fuggire da Saul e infine favorita una riconciliazione tra i due prima della morte di Saul. L'erede di Saul, Ishbaal, assunse il comando di Israele ma, secondo Samuele, regnò solo due anni prima di venir assassinato. Davide, che era divenuto re del solo regno di Giuda, agì come controrivoluzionario, pose fine alla ribellione, e fu nominato re di Israele al posto di Ishbaal.
Davide, che era già stato consacrato a Hebron re di Giuda divenne così re di entrambi i regni e, secondo la Bibbia, regnò su di essi per trentatré anni.
Secondo il II Libro di Samuele, una parte d'Israele si ribellò a Davide e nominò re il figlio Assalonne, costringendo quindi Davide alla fuga e all'esilio sulla costa orientale del Giordano.
Infine, sempre secondo il II Libro di Samuele, Davide lanciò un contrattacco che risultò vincente, mentre il figlio prediletto del re israelita perì.
Dopo aver ripreso il controllo di Giuda e di Israele, Davide tornò sulla riva occidentale del Giordano. Successivamente dovette affrontare varie altre ribellioni delle quali tuttavia riuscì sempre ad aver ragione.

### L'età d'oro
Nel racconto biblico Davide riesce infine a unificare i regni di Giuda e d'Israele. Alcuni archeologi moderni ritengono che fossero esistite, sempre e senza soluzione di continuità, due culture e due entità geografiche distinte, quella della nazione di Giuda e quella della nazione d'Israele e se vi fu un'unione politica, probabilmente questa non ebbe effetti pratici sui rapporti fra le due nazioni.
Davide si imbarcò con successo in campagne militari contro i nemici di Giuda e di Israele, e sconfisse nemici acerrimi come i Filistei, dando così sicurezza ai confini. Sotto il re Davide Israele crebbe da regno a impero e la sua sfera d'influenza - militare e politica - nel Medio Oriente si espanse notevolmente assumendo il controllo di un certo numero di deboli stati-satellite quali quelli dei Filistei, dei Moabiti, degli Edomiti, degli Ammoniti più città-stato aramaiche (Aram-Zobah e Aram-Damasco).

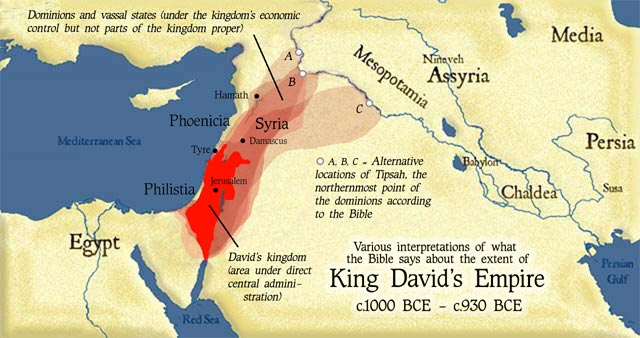
Regno di Davide (in rosso) e stati satelliti o vassalli secondo la Bibbia

I confini dell'Impero si estendevano dal mar Mediterraneo al deserto arabo, dal Mar Rosso all'Eufrate e, secondo il racconto biblico, si trattava di una terra molto estesa (vedi)
A Davide successe il figlio Salomone, che ottenne il regno in virtù di una promessa che suo padre Davide aveva fatto a Betsabea e grazie anche all'intercessione del profeta Natan, a scapito del fratello Adonia, che egli successivamente fece giustiziare.
Per essere all'altezza del proprio nome, che in ebraico significa letteralmente "pace", durante il suo governo il regno conobbe un periodo di pace e tranquillità che non aveva precedenti.
Davide e Salomone sono entrambi descritti dalla Bibbia come coloro che hanno stretto una forte alleanza con il re di Tiro. In cambio della cessione di alcune terre, si narra che Davide e Salomone ricevettero esperti artigiani, operai specializzati, denaro, gioielli, legno di cedro e altri beni. Il Palazzo di Davide e il Tempio di Salomone pare siano stati costruiti con l'aiuto delle risorse di Tiro, così come altro aiuto venne dai progetti inviati dagli architetti della città costiera.
Salomone costruì alcune grandi città, incluse Megiddo, Hazor e Gezer; queste sono state riportate alla luce e gli studiosi fanno risalire parte dei reperti archeologici rinvenuti, alcuni dei quali sono di notevole interesse, a tale programma di costruzione. Le strutture ritrovate in questi scavi vengono identificate come le stalle utilizzate per l'ampio numero di cavalli che, si ritiene, Salomone mantenesse.

### Fine della Monarchia Unita
In seguito alla morte di Salomone, risalente circa al 931 a.C., le tensioni tra gli abitanti della parte settentrionale di Israele, nella quale erano stanziate le dieci tribù del nord, e quella meridionale, dominata da Gerusalemme e dalle tribù del sud, raggiunse il punto di non ritorno. Quando Roboamo, il successore di Salomone, trattò senza alcuna sensibilità le proteste delle tribù del nord circa la loro situazione economica, il Regno unito di Israele, nel 930 a.C. (ma c'è divergenza di opinioni su quale sia davvero l'anno), si divise in due regni: quello settentrionale, la Samaria, che includeva le città di Sichem e Samaria, e il meridionale Regno di Giuda, del quale faceva parte Gerusalemme; in questo contesto, la maggior parte delle province non-israelite ottenne l'indipendenza.
Il Regno di Israele (o Regno Settentrionale) esisté come Stato indipendente fino al 720 a.C. circa, quando venne conquistato dall'Impero Assiro; mentre il Regno di Giuda (o Regno Meridionale) resistette fino al 587 a.C., quando fu sconfitto dall'Impero neo-babilonese.
Solo con la dinastia degli Asmonei, a partire dal 140 a.C. il regno di Israele ritrovò la sua unità.

## Società
La popolazione era costituita prevalentemente da agricoltori, lavoratori, mercanti e gestori di piccole attività imprenditoriali. Spesso perseguitati dai popoli vicini e discriminati. Prima del regno, le tribù erano solite essere minacciate dai regni delle città cananee, come la Filistea, Moab, Edom e anche Ammon e la Bibbia narra il soccorso divino e dei Giudici, gli eroi locali.
Durante la monarchia erano invece gli Israeliti a schiavizzare i vecchi regni nemici, si pensi ai Filistei e i Moabiti.

### Religione
La religione ufficiale era l'Ebraismo, che si differenziava dai culti delle popolazioni limitrofe per il carattere monoteista, che individuava come unica divinità Yahweh. I re d'Israele erano soliti prostrarsi interamente a pancia in giù sul terreno dinnanzi a Dio, come prescritto nella Legge.

#### Altre religioni

Idolo del dio Baal, tipica divinità adorata dagli Israeliti

Secondo la tradizione biblica, di fianco al culto ufficiale, nel regno erano diffusi vari culti idolatrici. Gli studiosi concordano che fu a Babilonia, che le popolazioni israelitiche rafforzarono il culto monoteistico. Infatti prima della Diaspora, gli israeliti adoravano divinità quali Baal, Moloch, Astarte, Dagon (nella Pentapoli) e Baal-Hadad. Si narra che fu lo stesso re Salomone a erigere un santuario per Astarte e Milkom, il dio Ammonita. Con Giosia e la sua riforma, le religioni pagane sono eliminate definitivamente e i profeti prendono posto come narratori di questo fatto.

## Economia
Le popolazioni israelitiche scambiavano prodotti prevalentemente con i Fenici. Si importavano grandi quantità di legna, come nel caso della costruzione del Tempio di Salomone. Nella Bibbia il rapporto tra israeliti e Fenici è visto in modo ambiguo: da una parte visti come produttori di prodotti efficaci, dall'altra come nemici religiosamente parlando, in quanto Israele nazione soltanto monoteista e i Fenici (assieme ai Sidoni) popolazioni praticanti culti considerati idolatrici.

## Amministrazione
Le decisioni erano prese dalle autorità regali, sacerdotali ed ecclesiastiche, attraverso la Legge religiosa. La Legge d'Israele era assai perpetua, in quanto molte regole erano cruente per la società. Era in vigore la pena di morte, la lapidazione e l'esilio dalla patria. Chi venisse scoperto in atti non consentiti dalla legge veniva punito seriamente dall'autorità religiosa e dal popolo.
La legge ebraica tradizionale la si può rintracciare nel Pentateuco della Bibbia; cioè Genesi, Esodo, Levitico, Numeri e Deuteronomio. Questi libri di condotta: basati non solo come precetti religiosi per fedeltà a Dio, ma anche come prescrizioni umane e terrestri per la Terra Santa.
Le leggi riguardano:
- Legge sui sacrifici
- Leggi sui vari casi di colpevolezza
- Precetti contro i colpevoli
- Raccomandazioni al re
- Raccomandazioni ai sacerdoti
- Legge sulle misure e oggetti
- Precetti sulle impurità del popolo
- Legge sulle benedizioni e maledizioni
- Legge del ritorno (anche oggi applicata)
- Sentenze dei giudici e tribunali.

In vigore era la pena di morte per omosessuali, bestemmiatori e praticanti dell'idolatria e iconoclastia.

## Storicità

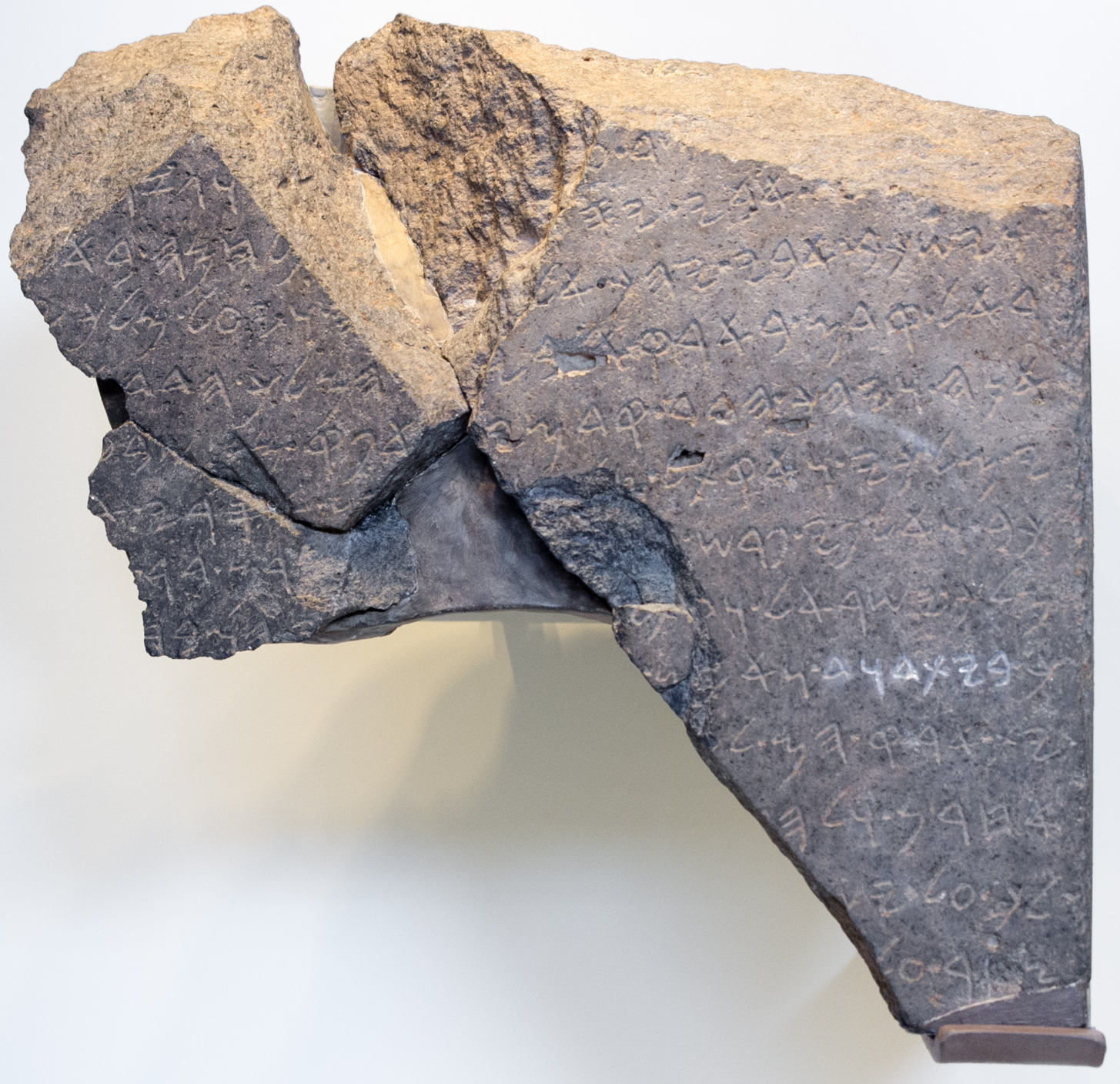
La Stele di Tel Dan (metà VIII sec. a.C.), contenente l'unico riferimento extra-biblico alla dinastia di Davide.

Secondo gli studiosi di critica dei testi, più fonti scritte vennero riunite insieme per dar luogo a quelli che oggi sono i libri di Samuele. Le più riconoscibili, nelle parti iniziali del primo libro, sono la fonte pro-monarchica e la fonte anti-monarchica. Distinguendo queste due fonti, possono essere ricostruiti due resoconti diversi dei fatti. La fonte anti-monarchica descrive Samuele come colui che sconfisse totalmente i Filistei, e così, pur accettando malvolentieri che il popolo richiedesse un governante, fece incoronare Saul. La fonte pro-monarchica narra la nascita divina di Saul (un'unica parola venne cambiata in un'edizione posteriore del testo così che tale sovrannaturale venuta al mondo fu invece attribuita a Samuele) e la sua successiva conduzione di un esercito alla vittoria sugli Ammoniti, in seguito alla quale vi fu un plebiscito affinché Saul guidasse il popolo contro i Filistei; e dopo questi eventi egli venne proclamato re.
Le uniche fonti storiche disponibili, i racconti della Bibbia, testimoniano una forte divisione del territorio prima, durante e dopo la costituzione del regno: al nord il riferimento era la tribù di Efraim, mentre il sud era dominato dalla tribù di Giuda. Ciò ha portato alcuni storici e studiosi della Bibbia a vedere questa entità politica non come un vero e proprio regno unitario, ma come una sorta di "regno unito", nel quale il regnante assumeva la corona del nord e quella del sud. Martin Noth ha invece ipotizzato che, successivamente alla conquista della terra, si sia configurata una "unione di circonvicini", una sorta di anfizionia, raccolta intorno a un santuario che da itinerante è divenuto stabile e centrale. Hans Küng contesta questa ipotesi, secondo le seguenti considerazioni: nessuna delle culture nomadi ha conosciuto un tale santuario centrale; non è dimostrabile che l'Arca dell'Alleanza sia stata un santuario itinerante per tutta Israele. D'altra parte, neppure è dimostrabile che la confederazione si sia basata su presupposti esclusivamente politici. È insomma difficile stabilire quale possa essere stato il principio agglutinante del futuro Israele (probabilmente riunitosi intorno al nucleo centrale delle tribù di Beniamino, Efraim e Manasse) e come abbia preso piede il principio monarchico. Determinante appare il fatto che già nel Cantico di Debora la federazione tribale sia indicata come "popolo di Jahvè", il che indicherebbe un ruolo certo dell'elemento religioso.
Bisogna in ogni caso partire dalla comprensione del ruolo degli shofetim, che in qualche modo annunciano il periodo regale vero e proprio, e la considerazione di un vuoto di potere che si produsse intorno alla fine del II millennio a.C. e fece sì che Samuele, spesso considerato come l'ultimo degli shofetim, designasse Saul e il popolo acclamasse il nuovo re.
Storici biblici come Thomas L. Thompson, Keith Whitelam, Niels Peter Lemche e Philip R. Davies, appartenenti alla scuola di pensiero che andava sotto il nome di minimalismo biblico, hanno sostenuto che non esisterebbe alcuna evidenza archeologica riguardo alle storie di Davide e Salomone, le quali sarebbero soltanto il frutto di un lavoro posteriore di scrittura (del tardo V secolo a.C. e forse anche successivo) ad opera dei circoli sacerdotali di Gerusalemme basato su esempi di sovrani persiani o addirittura ellenistici. Alcuni autori massimalisti hanno scritto che le recenti scoperte archeologiche minerebbero le teorie dei minimalisti. Una di queste scoperte sarebbe la Stele di Tel Dan (databile alla metà dell'VIII secolo a.C.), ritrovata nel 1993 e recante un’iscrizione in cui è menzionata la “Casa di Davide”. Nel 1994, lo studioso francese André Lemaire sostenne che la riga 31 della famosa Stele di Mesha (conservata al Louvre e risalente al IX secolo a.C.) riporterebbe un analogo riferimento alla casata di Davide.
La storicità del Regno rimase comunque universalmente accettata dagli studiosi fino al 1996, quando l'archeologo Israel Finkelstein propose una nuova Cronologia Bassa, ritenendo che le prove archeologiche a sostegno della Monarchia Unita andassero ri-datate al IX secolo a.C., durante il regno di Omri. Secondo Finkelstein, la Gerusalemme del X secolo a.C. "doveva essere un centro abitato piuttosto insignificante, un villaggio tipico della regione montuosa. Secondo calcoli demografici impiegati per questa epoca, il “regno” non doveva contare più di 5.000 abitanti sparsi fra la capitale, Hebron e la Giudea, più qualche gruppo sparso di seminomadi”. Perciò, aggiunge Finkelstein, l'idea di una monarchia unita non è una realtà storica, bensì "l'espressione creativa di un potente movimento di riforma religiosa che fiorì nel regno di Giuda durante la tarda età del ferro." (tr. it. p. 36). Tuttavia, in un libro posteriore, Finkelstein afferma che Davide e Salomone furono due sovrani storicamente esistiti intorno al X secolo a.C. Inoltre egli afferma che il primo riferimento all'indipendenza del regno di Israele risalirebbe all'890 a.C. circa, mentre per quanto riguarda il Regno di Giuda si parlerebbe del 750 a.C. circa.
Le posizioni di Finkelstein hanno causato un duro dibattito nella comunità archeologica: mentre alcuni archeologi e studiosi (come Ze'ev Herzog e Thomas L. Thompson) hanno supportato la nuova "cronologia bassa", altri (tra cui William G. Dever, Amihai Mazar, Kenneth Kitchen e Baruch Halpern) hanno ferocemente criticato tale proposta, ritenendola priva di fondamento scientifico.
In risposta alle tesi di Finkelstein, l'archeologo Amihai Mazar ha proposto una "cronologia tradizionale modificata", che permetterebbe di risolvere i problemi della cronologia classica, pur continuando a datare i reperti archeologici al X secolo a.C., come previsto dalla cronologia tradizionale. Ad oggi, la maggioranza degli archeologi e degli studiosi supporta la teoria di Mazar, continuando a sostenere la storicità della Monarchia Unita.
Amélie Kuhrt riconosce che "non ci sono iscrizioni reali dal tempo della monarchia unita (anzi pochissimo materiale scritto complessivamente), e non un singolo riferimento contemporaneo a David o Salomone", ma conclude, "Contro questo deve essere posta la presenza di un sostanziale sviluppo e crescita in diversi siti, che è plausibilmente correlato al X secolo ". Kenneth Kitchen giunge a una conclusione simile, sostenendo che "l'archeologia fisica di Canaan del X secolo è coerente con la precedente esistenza di uno stato unificato sul suo terreno".
Il 4 agosto 2005, l'archeologa Eilat Mazar ha annunciato di aver scoperto a Gerusalemme quello che potrebbe essere stato il palazzo di re Davide. Ora indicata come la "Grande Struttura di Pietra", la scoperta di Mazar consiste in un edificio pubblico che ha datato al X secolo a.C., un rotolo di rame, ceramiche dello stesso periodo ed un sigillo di argilla iscritto a Jehucal, figlio di Shelemiah, figlio di Shevi, un funzionario menzionato almeno due volte nel Libro di Geremia. Nel luglio 2008, ha anche trovato una seconda bulla, appartenente a Gedaliah ben Pashhur, che è menzionata insieme a Jehucal in Geremia 38: 1. L'archeologo Amihai Mazar ha definito il ritrovamento "un vero miracolo", sostenendo che l'edificio possa essere la fortezza di Sion che Davide avrebbe catturato.
Gli scavi da parte dell'archeologo Yosef Garfinkel, a Khirbet Qeiyafa, un sito dell'età del ferro in Giudea, hanno permesso di trovare un insediamento datato al radiocarbonio ben prima che studiosi come Finklestein suggerissero che l'urbanizzazione fosse iniziata in Giudea, il che sostiene l'esistenza della monarchia unita. L'Autorità Israeliana per le Antichità ha dichiarato: "Gli scavi a Khirbat Qeiyafa rivelano chiaramente una società urbana che esisteva in Giuda già alla fine dell'XI secolo a.C. Non si può più sostenere che il Regno di Giuda si sia sviluppato solo alla fine dell'VIII secolo a.C. o in qualche altra data successiva."
Nel 2010 l'archeologa Eilat Mazar ha annunciato la scoperta di una parte delle antiche mura di Gerusalemme intorno alla Città di Davide che, a suo avviso, risalgono al X secolo a.C. Secondo Mazar, "È la costruzione più significativa che abbiamo dai giorni del Primo Tempio in Israele" e "Significa che a quel tempo, nel X secolo, a Gerusalemme c'era un governo in grado di realizzare tale costruzione". Il X secolo è il periodo che la Bibbia descrive come il regno del re Salomone.
Secondo il filologo italiano Giovanni Garbini, il regno unito di Israele sarebbe invece una costruzione fittizia elaborata dagli ambienti sacerdotali nel V secolo a.C. Davide e Salomone non sarebbero mai esistiti, mentre Saul sarebbe vissuto a metà del IX secolo, ai tempi di Ahab e Iehu.
Secondo lo storico Mario Liverani, il regno di Saul avrebbe compreso solo i territori del tribù di Efraim e Beniamino; Davide avrebbe unito i suoi territori a quelli di Giuda, e Salomone non si sarebbe espanso militarmente. Con la morte di Salomone si sarebbe separata la tribù di Efraim, nucleo originario del futuro regno di Israele.  La pretesa biblica secondo cui il regno di Salomone si estendeva "dal fiume [l'Eufrate, n.d.r.] alla regione dei Filistei e al confine con l'Egitto" (1 Re 5,1-2) si rivelerebbe un'esagerazione: questi furono in realtà i confini della satrapia persiana della Transeufratene, istituita dai sovrani achemenidi nel VI secolo a.C.